# ADOdb
ADOdb (Active Data Objects DataBase) ist eine Datenbankabstraktionsschicht für die Skriptsprachen PHP und Python. Das Konzept ähnelt etwa Microsofts ActiveX Data Objects. Sie ermöglicht es, Anwendungen unabhängig von der der Datenspeicherung zugrunde liegenden Datenbank zu schreiben. Der Vorteil ist, dass der Umstieg auf eine andere Datenbank bei Verwendung von ADOdb mit Zeit- und Kostenersparnis verbunden ist, da die Anwendung gar nicht oder nur geringfügig geändert werden muss. Allerdings muss darauf geachtet werden, dass einige Datenbanken nicht alle Funktionen unterstützen.
Es wird unter anderem von folgenden Programmen eingesetzt: ACID, Zikula, PhpWiki, Mambo, Tiki und EGroupware. Zudem liegt es gängigen Linux-Distributionen wie Debian bei.

## Unterstützte Datenbanken
| - IBM DB2 - Microsoft SQL Server | - MySQL - Oracle | - PostgreSQL - SQLite |

## Teilweise unterstützte Datenbanken
| - Firebird - InterBase | - LDAP - Access | - ODBC - PDO |